# 1172
Il 1172 (MCLXXII in numeri romani) è un anno bisestile del XII secolo.

## Eventi
- Dublino: la città diventa capitale del territorio irlandese normanno e acquisisce status e diritti di città
- Ferento viene saccheggiata e distrutta dalla vicina Viterbo
- Messina: il re Guglielmo II di Sicilia istituisce la propria Magna Curia
- Venezia: Viene creato il Maggior Consiglio, assemblea che aveva anche il compito di eleggere il Doge

## Nati
- Al-Qifti, scrittore e storiografo arabo († 1248)
- Al-Zahir Ghazi, curdo († 1216)
- Baldovino I di Costantinopoli, conte († 1205)
- Ranulph de Blondeville, nobile normanno († 1232)
- Boemondo IV d'Antiochia, nobile († 1233)
- Isabella di Clare, IV contessa di Pembroke, nobile britannica († 1220)
- Corrado II di Svevia, nobile tedesco († 1196)
- Isabella di Gerusalemme, sovrana († 1205)
- Matilde di Sassonia, nobile tedesca
- Stefano III di Auxonne, nobile († 1241)

## Morti
- 4 marzo - Stefano III d'Ungheria, re ungherese (n. 1147)
- 7 marzo - Il-Arslan
- 27 aprile - Teodorico II di Kleve, conte
- 28 maggio - Vitale II Michiel, doge
- 16 giugno - Enrico di Capua, politico e condottiero normanno
- 14 ottobre - Ludovico II di Turingia, nobile tedesco (n. 1128)
- Marco Cassoli, criminale italiano
- Dolce II di Provenza, contessa
- Gerardo II di Rossiglione, nobile franco
- Muhammad ibn Mardanish (n. 1124)
- Gastone de Murols, spagnolo
- Ibn Qalāqis, mistico arabo (n. 1137)
- Tigernán Ua Ruairc, sovrano irlandese

## Calendario
| Calendario 1172 | Calendario 1172 | Calendario 1172 | Calendario 1172 | Calendario 1172 | Calendario 1172 | Calendario 1172 | Calendario 1172 | Calendario 1172 | Calendario 1172 | Calendario 1172 | Calendario 1172 | Calendario 1172 | Calendario 1172 | Calendario 1172 | Calendario 1172 | Calendario 1172 | Calendario 1172 | Calendario 1172 | Calendario 1172 | Calendario 1172 | Calendario 1172 | Calendario 1172 | Calendario 1172 | Calendario 1172 | Calendario 1172 | Calendario 1172 | Calendario 1172 | Calendario 1172 | Calendario 1172 | Calendario 1172 | Calendario 1172 | Calendario 1172 |
| --------------- | --------------- | --------------- | --------------- | --------------- | --------------- | --------------- | --------------- | --------------- | --------------- | --------------- | --------------- | --------------- | --------------- | --------------- | --------------- | --------------- | --------------- | --------------- | --------------- | --------------- | --------------- | --------------- | --------------- | --------------- | --------------- | --------------- | --------------- | --------------- | --------------- | --------------- | --------------- | --------------- |
|                 | 1               | 2               | 3               | 4               | 5               | 6               | 7               | 8               | 9               | 10              | 11              | 12              | 13              | 14              | 15              | 16              | 17              | 18              | 19              | 20              | 21              | 22              | 23              | 24              | 25              | 26              | 27              | 28              | 29              | 30              | 31              |                 |
| Gennaio         | Sa              | Do              | Lu              | Ma              | Me              | Gi              | Ve              | Sa              | Do              | Lu              | Ma              | Me              | Gi              | Ve              | Sa              | Do              | Lu              | Ma              | Me              | Gi              | Ve              | Sa              | Do              | Lu              | Ma              | Me              | Gi              | Ve              | Sa              | Do              | Lu              |                 |
| Febbraio        | Ma              | Me              | Gi              | Ve              | Sa              | Do              | Lu              | Ma              | Me              | Gi              | Ve              | Sa              | Do              | Lu              | Ma              | Me              | Gi              | Ve              | Sa              | Do              | Lu              | Ma              | Me              | Gi              | Ve              | Sa              | Do              | Lu              | Ma              |                 |                 |                 |
| Marzo           | Me              | Gi              | Ve              | Sa              | Do              | Lu              | Ma              | Me              | Gi              | Ve              | Sa              | Do              | Lu              | Ma              | Me              | Gi              | Ve              | Sa              | Do              | Lu              | Ma              | Me              | Gi              | Ve              | Sa              | Do              | Lu              | Ma              | Me              | Gi              | Ve              |                 |
| Aprile          | Sa              | Do              | Lu              | Ma              | Me              | Gi              | Ve              | Sa              | Do              | Lu              | Ma              | Me              | Gi              | Ve              | Sa              | Do              | Lu              | Ma              | Me              | Gi              | Ve              | Sa              | Do              | Lu              | Ma              | Me              | Gi              | Ve              | Sa              | Do              |                 |                 |
| Maggio          | Lu              | Ma              | Me              | Gi              | Ve              | Sa              | Do              | Lu              | Ma              | Me              | Gi              | Ve              | Sa              | Do              | Lu              | Ma              | Me              | Gi              | Ve              | Sa              | Do              | Lu              | Ma              | Me              | Gi              | Ve              | Sa              | Do              | Lu              | Ma              | Me              |                 |
| Giugno          | Gi              | Ve              | Sa              | Do              | Lu              | Ma              | Me              | Gi              | Ve              | Sa              | Do              | Lu              | Ma              | Me              | Gi              | Ve              | Sa              | Do              | Lu              | Ma              | Me              | Gi              | Ve              | Sa              | Do              | Lu              | Ma              | Me              | Gi              | Ve              |                 |                 |
| Luglio          | Sa              | Do              | Lu              | Ma              | Me              | Gi              | Ve              | Sa              | Do              | Lu              | Ma              | Me              | Gi              | Ve              | Sa              | Do              | Lu              | Ma              | Me              | Gi              | Ve              | Sa              | Do              | Lu              | Ma              | Me              | Gi              | Ve              | Sa              | Do              | Lu              |                 |
| Agosto          | Ma              | Me              | Gi              | Ve              | Sa              | Do              | Lu              | Ma              | Me              | Gi              | Ve              | Sa              | Do              | Lu              | Ma              | Me              | Gi              | Ve              | Sa              | Do              | Lu              | Ma              | Me              | Gi              | Ve              | Sa              | Do              | Lu              | Ma              | Me              | Gi              |                 |
| Settembre       | Ve              | Sa              | Do              | Lu              | Ma              | Me              | Gi              | Ve              | Sa              | Do              | Lu              | Ma              | Me              | Gi              | Ve              | Sa              | Do              | Lu              | Ma              | Me              | Gi              | Ve              | Sa              | Do              | Lu              | Ma              | Me              | Gi              | Ve              | Sa              |                 |                 |
| Ottobre         | Do              | Lu              | Ma              | Me              | Gi              | Ve              | Sa              | Do              | Lu              | Ma              | Me              | Gi              | Ve              | Sa              | Do              | Lu              | Ma              | Me              | Gi              | Ve              | Sa              | Do              | Lu              | Ma              | Me              | Gi              | Ve              | Sa              | Do              | Lu              | Ma              |                 |
| Novembre        | Me              | Gi              | Ve              | Sa              | Do              | Lu              | Ma              | Me              | Gi              | Ve              | Sa              | Do              | Lu              | Ma              | Me              | Gi              | Ve              | Sa              | Do              | Lu              | Ma              | Me              | Gi              | Ve              | Sa              | Do              | Lu              | Ma              | Me              | Gi              |                 |                 |
| Dicembre        | Ve              | Sa              | Do              | Lu              | Ma              | Me              | Gi              | Ve              | Sa              | Do              | Lu              | Ma              | Me              | Gi              | Ve              | Sa              | Do              | Lu              | Ma              | Me              | Gi              | Ve              | Sa              | Do              | Lu              | Ma              | Me              | Gi              | Ve              | Sa              | Do              |                 |